# El extra
El extra es una película de comedia infantil y drama mexicana de 1962, escrita y dirigida por Miguel M. Delgado y protagonizada por Mario Moreno "Cantinflas" y Alma Delia Fuentes. Esta fue la última película de Cantinflas cuya dirección artística fue realizada por su antiguo escenógrafo Gunther Gerzso. En la cual destaca la participación especial de Xavier López "Chabelo".

## Argumento
Rogaciano (Cantinflas) es el modesto trabajador de un estudio de cine mexicano, que desempeña varios papeles como extra en las películas filmadas allí. Su excesivo celo en el trabajo provoca la antipatía de los sucesivos directores, quienes no apoyan sus incursiones en sus películas. Después de los rodajes, Rogaciano sueña que es el protagonista de cada una de las producciones en las que ha participado, tales como: interpretar a un sans-culotte y salvar a María Antonieta en una película sobre la Revolución francesa, ser el amante de Margarita Gautier en una versión de La dama de las camelias en el que ella sobrevive, y salvar a una doncella de un sacrificio azteca luchando contra un guerrero (luchando con él como en una corrida de toros) en una película azteca.
En una de las producciones, Rogaciano conoce a Rosita (Alma Delia Fuentes), una joven que también trabaja como extra, que inicialmente está decepcionada por el trato de los trabajadores del estudio, quienes le dicen que no necesitan más gente como ella trabajando allí. El estudio decide hacer una película para la gente del común y decidieron que lo mejor sería que el que decida quienes serán parte del reparto actoral, tiene que ser "un don nadie", por lo que con la primera persona con la que se toparan sería quien los elegirían. Y se toparon con Rogaciano, quien al ver la situación de Rosita ya que es la tutora de sus dos hermanos menores, además de tener carencias económicas, la ayuda a ser escogida como actriz en la audición. Rogaciano la ayuda dándole consejos de actuación y clases de baile con un amigo.
Rosita va a la audición y sorprende a todos con su actuación llena de sinceridad y con su capacidad de baile. Después de que firma el contrato con los directores, va a comer con Rogaciano, pero los directores, al enterarse de la relación de amistad que tenían, le dicen que a partir de ahora no debe involucrarse más con él debido a su bajo estatus social. Rosita es reacia a esto, pero Rogaciano, por boca de ella, se entera de esto y aunque con el corazón roto, la convence de hacerles caso y se despiden.
Al final Rogaciano conversa con una chica que estaba cerca de ahí, pero cuando esta se va, Rogaciano se da cuenta de que dejó una torta de jamón, la que come sentado en una estatua en la fachada del estudio.

## Reparto
- Mario Moreno "Cantinflas" como Rogaciano.
- Alma Delia Fuentes como Rosa Hernández «Rosita».
- Carmen Molina como Actriz, Margarita Gautier.
- Magda Donato como Actriz, Olimpia.
- Alejandro Ciangherotti como Director de escena azteca.
- León Barroso como Director de escena de la Revolución Francesa.
- Luis Manuel Pelayo como Director de escena vaquera.
- Eric del Castillo como Actor, Armando Duval (como J.E. Eric del Castillo)
- Guillermo Rivas "El Borras" como Actor, villano de escena de la Revolución Francesa.
- Antonio Raxel como Director de escena de La dama de las camelias.
- Armando Arriola como médico.
- Gerardo del Castillo como Sr. Menéndez (como Gerardo del Castillo Jr.)
- Edmundo Espino como Don Julián.
- Valentín Trujillo Gazcón como Chevo, hermano de Rosa.
- Adrián Gallardo
- Xavier López "Chabelo" como Panchito (como Xavier López Rodríguez "Chabelo").
- Antonio Bravo como Productor de escena azteca.
- Manuel Alvarado como Modisto gordo.
- Alberto Catalá como Asistente de director de escena de la Revolución Francesa.
- Enrique Lucero como Actor, sacerdote azteca.
- Raúl Meraz como Actor, soldado de la Revolución francesa.
- Roy Fletcher como Asistente de director de escena de La dama de las camelias.
- Yolanda Ciani como Lilia, actriz de escena vaquera.
- José Carlos Méndez como Cuco, hermano de Rosa.
- Katherine George
- Erika Carlsson como Actriz, María Antonieta "Toñita" (como Erika Carlson).
- Arya Morales
- Jorge Casanova como Asistente de director de escena azteca.
- Armando Gutiérrez como Don Matías.
- Gabriel Álvarez
- Arturo Cobo como Frank Sinatra.
- Irma Serrano "La Tigresa" como Señorita en audición.
- Guillermina Téllez Girón como Actriz con torta.
- Armando Acosta como Empleado del estudio (no acreditado).
- Marco Antonio Arzate como Actor de escena vaquera (no acreditado).
- Felipe de Flores como Actor, capitán (no acreditado).
- José Luis Fernández como Actor de escena vaquera (no acreditado).
- Nathanael León "Frankenstein" como Actor, villano de escena vaquera (no acreditado).
- Rubén Márquez como Martínez, empleado del estudio (no acreditado).
- Fernando Yapur como Douglas (no acreditado).

## Análisis
El profesor Jeffrey M. Pilcher, en Cantinflas and the Chaos of Mexican Modernity, argumentó que en la película, Cantinflas «continuó perpetuando» un tema de sus películas anteriores de «ayudar a hermosas mujeres jóvenes a vivir cuentos de hadas», y que durante la secuencia en la que su personaje sueña que protagoniza una película sobre la Revolución francesa, Cantinflas «predicó una visión conservadora de la historia nacional» al «insertar referencias a Pancho Villa y la Revolución mexicana dentro de un discurso monárquico en defensa de María Antonieta y el respeto a una sociedad tradicional y jerárquica».

## En la cultura popular
La película es referenciada en la novela colombiana Érase una vez en Colombia (Comedia romántica y El espantapájaros) de Ricardo Silva Romero.
Además, se usan los diálogos de una conversación de esta en la canción #Pingüino Rancho del cantante y compositor "Mi Sobrino Memo".